# Nước ngọt có ga

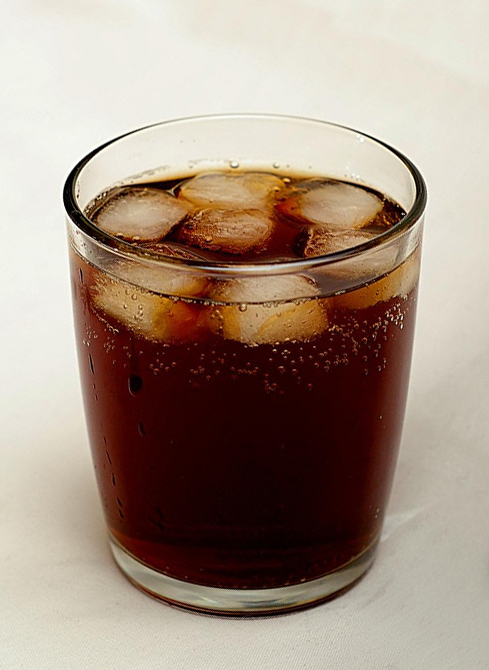
Một ly nước Cola đá lạnh

Nước giải khát có ga (còn gọi là nước ngọt có ga hay nước ngọt) là một loại thức uống thường chứa nước cácbon dioxide bão hòa, chất làm ngọt, và thường có thêm hương liệu. Chất làm ngọt có thể là đường, xirô bắp giàu gluctose, chất làm ngọt thay thế (thường thấy trong các loại sản phẩm đề là "không đường").
Một số nước giải khát có ga khác còn chứa caffeine, phẩm màu, chất bảo quản và các thành phần khác.
Nước giải khát có ga thường gọi là nước ngọt vì nó thường có vị ngọt, không nên nhầm lẫn với nước ngọt ở các sông, suối, ao hồ (đối nghĩa với nước mặn ở các đại dương). Lượng nhỏ cồn có thể tồn tại trong các loại nước giải khát có ga, tuy nhiên, nồng độ cồn phải nhỏ hơn 0.5% tổng thể tích nếu đồ uống được coi là không cồn. nước trái cây, trà, và các thức uống không cồn khác vẫn về mặt lý thuyết xem là nước ngọt dù không phù hợp trong thực tiễn.
Mỹ là một trong trong số quốc gia duy nhất trên thế giới sử dụng HFCS (xirô bắp giàu gluctose) thay vì đường mía trong các sản phẩm Coca-Cola tại nước này. Vì vậy có thể nói, Coca-Cola là loại nước ngọt ngoại lệ tại nước này.
Các loại nước giải khát có ga nổi tiếng là cola, cherry, soda hương chanh, root beer, hương cam, hương nho, vanilla, soda gừng, hương trái cây, và nước chanh.
Nước giải khát có ga thường uống lạnh, thêm đá hoặc ở nhiệt độ phòng, rất hiếm khi uống nóng.
Việc uống quá nhiều nước ngọt có ga cũng có thể là nguyên nhân tăng cân không kiểm soát.
Ngoài đường, chúng còn chứa ba axit là citric, carbonic và photphoric nữa. 
Những axit này đều có PH trung bình là 2,5, tức là mạnh hơn axit trong dạ dày một chút. Những axit này sẽ làm mòn men răng, khiến răng dễ bị vi khuẩn tấn công và dẫn đến sâu răng.

## Nhà sản xuất
Ở mỗi vùng trên thế giới đều có những nhà sản xuất nước ngọt có ga lớn. Tuy nhiên một vài công ty chính Bắc Mỹ là có mặt ở hầu hết các nước trên thế giới, như Pepsi và Coca Cola. Những nhà sản xuất lớn ở Bắc Mỹ ngoài hai cái tên vừa được nhắc đến bao gồm Cott, Tập đoàn Keurig Dr Pepper và Jones Soda.